# بيلي ليتس
بيلي ليتس (بالإنجليزية: Billie Letts)‏ (30 مايو 1938، تلسا في الولايات المتحدة - 2 أغسطس 2014، تلسا في الولايات المتحدة)؛ كاتِبة وروائية أمريكية.

## روابط خارجية
- بيلي ليتس على موقع IMDb (الإنجليزية)
- بيلي ليتس على موقع قاعدة بيانات الفيلم (الإنجليزية)